# Carangola
Carangola is een gemeente in de Braziliaanse deelstaat Minas Gerais. De gemeente telt 31.240 inwoners (schatting 2022).

## Aangrenzende gemeenten
De gemeente grenst aan Caiana, Divino, Espera Feliz, Faria Lemos, Fervedouro, Pedra Dourada en São Francisco.

## Verkeer en vervoer
De plaats ligt aan de wegen BR-482, MG-111 en MG-265.

## Geboren
- Maria Gomes Valentim (1896-2011), oudste Braziliaan ooit en van 4 november 2010 tot haar dood de oudste mens ter wereld
- Jorge Ferreira da Silva, "Palhinha" (1967), voetballer
- Mayke Rocha Oliveira, "Mayke" (1992), voetballer